# Pseuderesia vidua
Pseuderesia vidua är en fjärilsart som beskrevs av Talbot 1937. Pseuderesia vidua ingår i släktet Pseuderesia och familjen juvelvingar. Inga underarter finns listade i Catalogue of Life.